# Flatbush

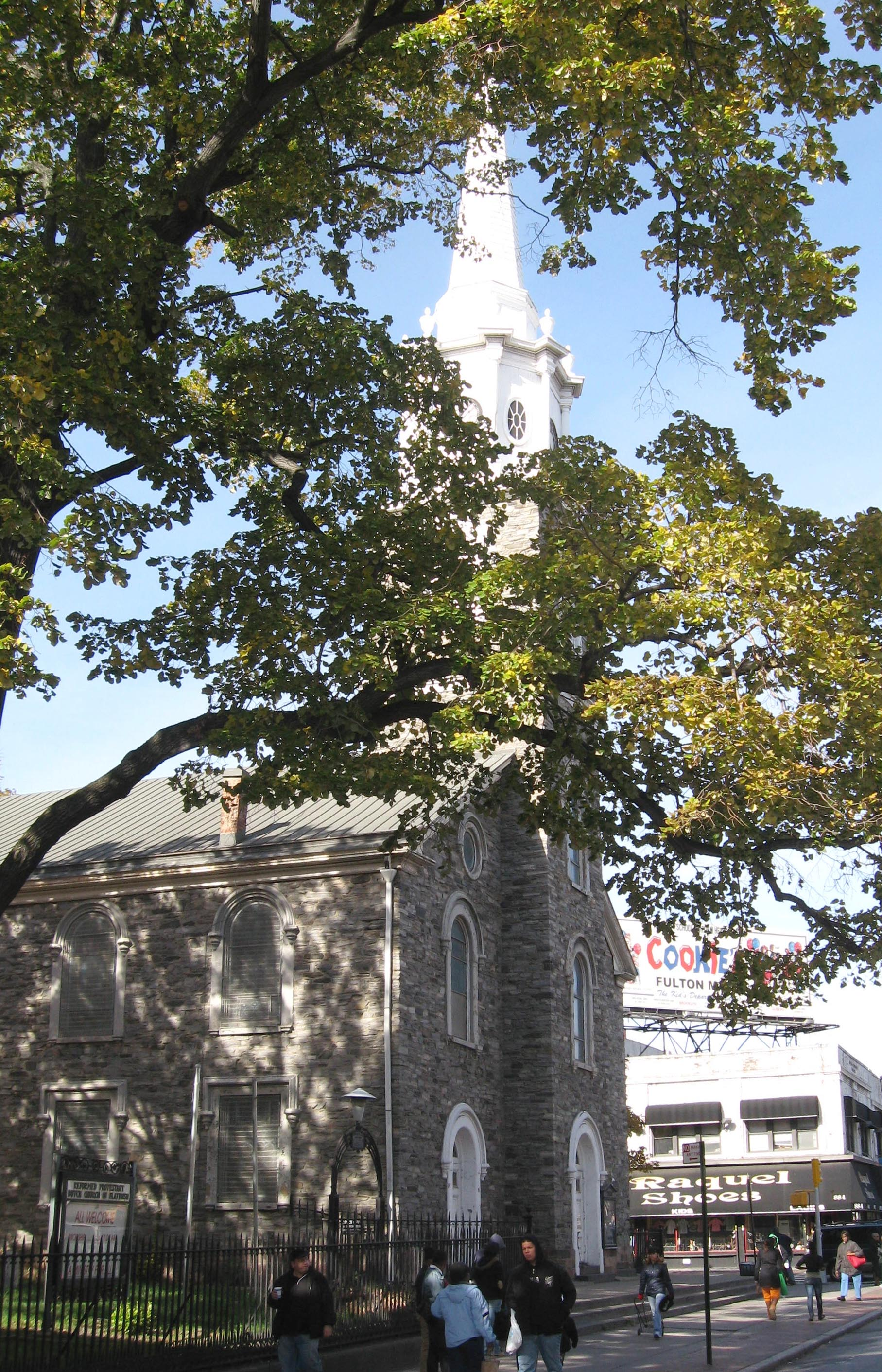
Reformed Protestant Dutch Church, gebouwd in 1796. De in 1654 gestichte gemeente is een van de oudste in de Verenigde Staten.

Flatbush is een wijk in het centrum van het New Yorkse stadsdeel Brooklyn. De naam Flatbush stamt uit de tijd van de Nieuw-Nederlanders, die dit gebied het "Vlacke Bos" noemden. Deze naam is later verengelst tot Flatbush.
De wijk is sinds 1980 vooral een woongebied geworden voor immigranten uit het Caribisch gebied en Afrika. De Haïtianen vormen hierbinnen de grootste groep. Voor de jaren tachtig werd Flatbush met name door Italianen, Joden en Afro-Amerikanen bevolkt.

## Geschiedenis

### Koloniale tijd en negentiende eeuw
Flatbush werd in 1651 een zelfstandig dorp met de naam Midwout. In de tijd van Nieuw-Nederland werden beide namen gebruikt. Nog tot het begin van de 20e eeuw werd Flatbush ook wel Midwood genoemd. Tegenwoordig is Midwood de naam voor het deel van de wijk direct ten zuiden van Brooklyn College. Hier wonen veel orthodoxe joden en mensen van Ierse afkomst.
Flatbush gaf zich in 1664 over aan de Engelsen, samen met de vijf andere dorpen in wat Kings County zou worden. De invloed van Nederlandse handelaars en boeren in het dorp bleef echter groot tot na 1898, toen het dorp werd ingelijfd door de stad New York. Flatbush werd eerst een buitenwijk en vervolgens werd het geleidelijk geheel in de stad opgenomen. Veel gebouwen uit de Nederlandse tijd zijn nog te vinden in de wijken Flatlands en Marine Park van Brooklyn, die eerst deel waren van Flatbush.

### Twintigste eeuw
In de eerste helft van de 20e eeuw woonden in Flatbush veel mensen van Ierse, Italiaanse en Joodse afkomst. Toentertijd was het een arbeiderswijk. De Ieren kwamen hier omdat er niet veel werk was in hun land.
Tijdens de jaren zeventig en vroege jaren tachtig veranderde de bevolking van Flatbush van een doorgaans witte Ierse, Italiaanse dan wel Joodse gemeenschap in een voornamelijk zwarte, West-Indische gemeenschap. Alhoewel de meeste delen van Flatbush al arbeiderswijken waren vóór deze demografische verschuiving, waren er nog een paar welvarende gebieden. In Prospect Park South woonden veel welgestelde huiseigenaren, en flink wat dokters woonden aan het gedeelte van Parkside Avenue dat direct grenst aan Prospect Park.
In het midden van de jaren tachtig nam het aantal geheel of gedeeltelijk verlaten gebouwen in de wijk toe, terwijl appartementencomplexen in een staat van verval raakten. Veel van de rijke inwoners verlieten Flatbush en hun plek werd ingenomen door mensen met een lager inkomen. Terwijl criminaliteit altijd een probleem was geweest in de gemeenschap (een aantal winkels op Flatbush Avenue en Church Avenue werd bestolen tijdens de blackout van 1977), kreeg Flatbush tijdens de jaren tachtig en vroege jaren negentig te maken met een groot aantal druggebruikers. Het gebied rond de Parade Grounds was vooral berucht vanwege de vele schietpartijen tussen drugsbendes die hun territorium probeerden te verdedigen. Straatbendes kwamen ook veel voor in Flatbush.
Columbia Pictures maakte een aantal opnames van de film The Lords of Flatbush (1974) in de wijk en CBS zond in 1979 korte tijd de sitcom Flatbush uit, die lichtjes gebaseerd was op The Lords of Flatbush, maar in de moderne tijd speelde.

### Flatbush vandaag
Tegenwoordig is Flatbush een wijk met vele nationaliteiten. De meeste inwoners zijn van Afro-Amerikaanse of West-Indische herkomst, maar er wonen ook veel mensen van Europese, Latijns-Amerikaanse en Arabische afkomst. Ook al is de wijk een arbeiderswijk, er zijn ook woningen voor middenklassen in Flatbush. De belangrijkste winkelstraten zijn Flatbush, Church en Nostrand Avenues, terwijl Coney Island Avenue steeds belangrijker wordt. Kleine restaurants serveren gerechten uit de Caraïbische keuken, soul food (Afro-amerikaans), Chinees, Mexicaans en Zuidaziatisch eten. De bedrijven in Flatbush zijn meestal klein.
Hoewel het grootste deel van de wijk uit appartementengebouwen bestaat, zijn er ook rijtjeswoningen te vinden. In Prospect Park South staan victoriaanse huizen en in Prospect-Lefferts Garden bakstenen woningen.

## Bekende gebouwen
Bekende plekken in Flatbush zijn Erasmus Hall High School, de Parade Grounds, Flatbush Dutch Reformed Church, Brooklyn College en Ebbets Field, de plek van het oude stadion van de Brooklyn Dodgers. In Flatbush ligt een deel van Prospect Park, dat 585 hectare groot is en in 1867 werd aangelegd door de architecten Frederick Law Olmsted en Calvert Vaux. In het park is een meertje.

## Bekende personen
- Rampage - rapper
- Shaggy - reggae-artiest
- Barbra Streisand - actrice
- Busta Rhymes - rapper
- Joey Bada$$ - rapper
- Flatbush Zombies - rapgroep

### Geboren
- Michael Kenneth Williams (1966-2021), acteur en filmproducent

Bedford-Stuyvesant · Coney Island · Flatbush · Gravesend · Greenpoint · Red Hook · Sunset Park · Williamsburg